# 15 maggio
Il 15 maggio è il 135º giorno del calendario gregoriano (il 136º negli anni bisestili). Mancano 230 giorni alla fine dell'anno.

## Eventi
- 392 – L'imperatore Valentiniano II viene assassinato, trovato impiccato nella sua residenza a Vienne, mentre avanzava in Gallia contro l'usurpatore franco Arbogaste;
- 589 – Il re Autari sposa Teodolinda, figlia del duca Garibaldo I di Baviera; cattolica aderente allo scisma dei Tre Capitoli, ha avuto una grande influenza nella nobiltà Longobarda;
- 1252 – Papa Innocenzo IV emette la bolla Ad extirpanda;
- 1501 – Papa Alessandro VI investe del titolo di duca di Romagna il figlio Cesare Borgia;
- 1525 – Battaglia di Frankenhausen: i principi tedeschi sconfiggono l'esercito dei contadini capeggiati da Thomas Müntzer;
- 1602 – Bartholomew Gosnold diventa il primo europeo a scoprire Cape Cod;
- 1610 – Maria de' Medici viene incoronata regina di Francia;
- 1618 – Giovanni Keplero conferma la sua scoperta della Terza legge del movimento dei pianeti; vi era già arrivato il precedente 8 marzo, ma l'aveva inizialmente scartata in seguito ad alcuni calcoli preliminari;
- 1648 – Firma della Pace di Vestfalia che pone fine della guerra dei trent'anni;
- 1718 – James Puckle, un avvocato di Londra, brevetta la prima mitragliatrice;
- 1768 – Firma del Trattato di Versailles tra la Repubblica di Genova e il Regno di Francia per la Corsica;
- 1796 – Prima coalizione: firma del Trattato di pace di Parigi fra la Francia e il Regno di Sardegna, a seguito dell'Armistizio di Cherasco; lo stesso giorno Napoleone I di Francia entra a Milano in trionfo e nasce la Repubblica Transpadana;
- 1797 – Le truppe francesi entrano a Venezia ponendo fine alla millenaria Repubblica di Venezia;
- 1800 – Papa Pio VII pubblica l'enciclica Diu Satis, sulla sua elezione al pontificato;
- 1811 – Il Paraguay ottiene l'indipendenza dalla Spagna;
- 1848 – Con un colpo di mano, Ferdinando II delle Due Sicilie scioglie il parlamento democratico e sostituisce il governo costituzionale di Carlo Troya con un ministero composto esclusivamente da elementi conservatori;
- 1858 – La terza Royal Opera House apre ufficialmente a Londra;
- 1860 – Spedizione dei Mille, battaglia di Calatafimi: guidati da Giuseppe Garibaldi, I Mille insieme a volontari siciliani sconfiggono le truppe borboniche comandate da Francesco Landi;
- 1862 – Il presidente statunitense Abraham Lincoln firma una legge che istituisce il Dipartimento dell'agricoltura degli Stati Uniti d'America;
- 1864 – Guerra di secessione americana: finisce la battaglia di Resaca (Georgia); lo stesso giorno si svolge la battaglia di New Market (Virginia), in cui studenti del Virginia Military Institute combattono assieme all'esercito confederato per costringere il generale dell'Unione Franz Sigel fuori dalla Shenandoah Valley;
- 1869 – A New York, Susan B. Anthony ed Elizabeth Cady Stanton formano la National Woman Suffrage Association a sostegno del suffragio femminile;
- 1891 – Papa Leone XIII pubblica l'enciclica Rerum Novarum sulla dottrina sociale della Chiesa;
- 1902 – In un campo fuori Grass Valley (California), secondo le testimonianze, Lyman Gilmore diventa la prima persona a far volare un aliante a vapore, il primo apparecchio volante a motore della storia;
- 1905 – Las Vegas viene fondata quando 110 acri (quello che diventerà il centro della città) vengono venduti all'asta;
- 1910 – La Nazionale italiana di calcio fa il suo esordio con la vittoria per 6-2 contro la Francia;
- 1911
  - La Corte suprema degli Stati Uniti d'America dichiara che la Standard Oil possiede un «irragionevole monopolio», in base allo Sherman Antitrust Act, e ordina il discioglimento della compagnia;
  - Viene fondata a Venezia la Compagnia della Vela;
- 1916 – Prima guerra mondiale: comincia l'offensiva austriaca sul fronte degli altopiani trentini nota in seguito come Strafexpedition;
- 1918 – Le poste statunitensi iniziano il primo servizio regolare al mondo di posta aerea fra New York, Filadelfia e Washington
- 1921 – Italia: si svolgono le elezioni politiche generali per la XXVI legislatura del Regno d'Italia;
- 1928
  - Viene proiettato nei cinema statunitensi il cortometraggio animato L'aereo impazzito, nel quale compaiono per la prima volta Topolino e Minni;
  - Sotto il nome di Aerial Medical Service venne attivato il servizio Royal Flying Doctor Service, ancora oggi operativo;
- 1930 – A bordo di un trimotore Boeing in volo nella tratta fra Oakland e Chicago, Ellen Church diventa la prima hostess;
- 1931 – Il papa Pio XI, nell'anno decimo del suo pontificato, pubblica la lettera enciclica Quadragesimo Anno sulla ricostruzione dell'ordine sociale;
- 1932 – Incidente del 15 maggio in Giappone;
- 1934 – Il Dipartimento della giustizia degli Stati Uniti d'America offre una ricompensa di 25.000 dollari per John Dillinger;
- 1939 – Viene inaugurato a Torino lo stabilimento Fiat Mirafiori;
- 1940
  - Le calze di nylon vengono messe in vendita per la prima volta negli USA;
  - Seconda guerra mondiale: le truppe tedesche occupano Amsterdam e invadono la Francia settentrionale;
  - Dick e Mac McDonald aprono il primo ristorante McDonald's;
- 1942 – Seconda guerra mondiale: negli Stati Uniti viene istituito il Corpo Ausiliario Femminile dell'Esercito (Women's Auxiliary Army Corps o WAAC);
- 1943
  - Iosif Stalin scioglie il Comintern o "Terza Internazionale";
  - In Tunisia le truppe italo-tedesche si arrendono agli Alleati e perdono definitivamente ogni posizione in Africa settentrionale;
- 1946 – Viene approvato, firmato e promulgato da Umberto II d'Italia con Regio decreto legislativo n. 455 lo Statuto d'autonomia della Regione Siciliana;
- 1948
  - Egitto, Transgiordania, Libano, Siria, Iraq e Arabia Saudita attaccano Israele;
  - Lo stupro e omicidio della bambina di tre anni June Anne Devaney a Blackburn, Inghilterra, porta alla schedatura delle impronte digitali di 46253 uomini per trovare infine con successo il colpevole; il caso è considerato una pietra miliare nelle scienze forensi;
- 1955 – Prima ascesa del Makalu, quinta vetta più alta del mondo;
- 1957 – Il Regno Unito prova la sua prima bomba all'idrogeno nell'Operazione Grapple;
- 1958 – L'Unione Sovietica lancia lo Sputnik 3;
- 1960 – Lo Sputnik 4 viene lanciato nell'orbita terrestre;
- 1963 – Programma Mercury: la NASA lancia l'ultima missione del programma, la Mercury-Atlas 9; il successivo 12 giugno l'amministratore della NASA, James E. Webb farà rapporto al Congresso dichiarando completato il programma;
- 1971
  - I Pink Floyd si esibiscono in un concerto al Crystal Palace Park di Londra uccidendo tutte le migliaia di pesci e ninfee nello stagno del parco, forse per aver suonato frequenze fatali per animali e piante, o per il riverbero del sistema di amplificazione, o per i numerosi effetti speciali che includevano fuochi d'artificio e fumi artificiali installati nello stagno e che potrebbero aver reso l'acqua invivibile; la band sarà multata per l'accaduto e i soldi pagati reinvestiti dal Comune di Londra per ripopolare lo stagno[1];
  - John Lennon e Yōko Ono presentano il loro film sperimentale Fly al Festival di Cannes;
- 1972 – A Laurel (Maryland) un bidello disoccupato con problemi psichici spara a George Wallace, governatore dell'Alabama, mentre questi sta conducendo la sua campagna per le elezioni presidenziali del 1972; Wallace rimarrà paralizzato;
- 1974 – Massacro alla Maalot High School in Israele;
- 1987 –  Esce in Europa il videogioco Super Mario Bros;
- 1988 – Guerra sovietico-afghana: dopo più di otto anni di combattimenti, l'Armata Rossa inizia il ritiro dall'Afghanistan;
- 1990 – Il Ritratto del dottor Gachet di Vincent van Gogh viene venduto per la cifra record di 82,5 milioni di dollari;
- 1991 – Édith Cresson diventa la prima primo ministro donna della Francia;
- 1991 – Il blocco serbo disapprova l'elezione di un croato, Stjepan Mesić, come presidente della Jugoslavia;
- 1992 – L'Expo 92 apre a Genova;
- 2003 – Ivan Šapovalov, mentore e manager del gruppo vocale t.A.T.u., viene arrestato nella Piazza Rossa di Mosca per disturbo della quiete pubblica mentre girava il videoclip del brano Show Me Love: Šapovalov si era visto rifiutare il permesso di filmare[2], ma nonostante ciò aveva comunque radunato nella piazza 200 ragazzine in divisa scolastica per baciarsi a coppie, suscitando lo sdegno dei locali[3];
- 2004 – Israele/Striscia di Gaza: le forze armate israeliane danno inizio all'Operazione Arcobaleno;
- 2006 – Giorgio Napolitano inizia il proprio mandato come undicesimo presidente della Repubblica Italiana;
- 2010 – Viene inaugurata la Festa dell'Autonomia della Regione Siciliana;
- 2015 – Il primo ministro del Lussemburgo Xavier Bettel sposa il compagno Gauthier Destenay, divenendo il primo capo di governo dell'Unione Europea a sposarsi con un partner dello stesso sesso durante il mandato.

## Nati
Ci sono circa 1 260 voci su persone nate il 15 maggio; vedi la pagina Nati il 15 maggio per un elenco descrittivo o la categoria Nati il 15 maggio per un indice alfabetico.

## Morti
Ci sono circa 540 voci su persone morte il 15 maggio; vedi la pagina Morti il 15 maggio per un elenco descrittivo o la categoria Morti il 15 maggio per un indice alfabetico.

## Feste e ricorrenze

### Civili
Internazionali:
- ONU – Giornata internazionale della famiglia

Nazionali:
- Paraguay – Festa dell'indipendenza

### Religiose
Cristianesimo:
- Santi 50 martiri mercedari di Maleville
- Sant'Achilleo di Larissa, vescovo
- Sant'Alvardo, martire
- Santi Bohtiso, Isacco e Simeone, martiri in Persia
- San Caleb, re
- Santi Cassio e Vittorino, martiri
- Santa Cesarea, eremita ad Otranto
- Santa Dionisia, martire in Anatolia
- Sant'Ellero di Galeata, abate
- Sant'Eutizio di Ferento, martire
- San Fiorenzo di Populonia, vescovo
- Sant'Isidoro l'Agricoltore, laico
- San Liberatore, martire e forse vescovo
- Santi Pietro, Andrea, Paolo e Dionisia, martiri
- San Reticio di Autun, vescovo
- San Ruperto di Bingen, pellegrino
- San Severino di Settempeda, vescovo
- San Simplicio di Olbia, vescovo e martire
- San Witesindo, martire
- Beato Andrea Abellon, domenicano
- Beata Berta di Bingen, madre di San Ruperto
- Beati Diego da Valdieri e Clemente da Bressanone, francescani, martiri
- Beato Egidio da Vouzela, domenicano
- Beato Girolamo da Mondovì, mercedario

Religione romana antica e moderna:
- Idi (Feriae Iovi)
- Natale di Mercurio
- Maia
- Marte Invitto (Mars Invictus)
- Processione degli Argei (Itur ad Argeos)